# Otomys laminatus
Otomys laminatus là một loài động vật có vú trong họ Chuột, bộ Gặm nhấm. Loài này được Thomas & Schwann mô tả năm 1905.